# گرنزی (آیووا)
گورنسی (به انگلیسی: Guernsey) شهری در ایالت آیووا کشور ایالات متحده آمریکا است که جمعیت آن در سرشماری سال ۲۰۱۰ میلادی، ۶۳ نفر بوده‌است.